# Støv på hjernen (1959)
Støv på hjernen är en norsk svartvit komedifilm från 1959 i regi av Øyvind Vennerød. I rollerna ses bland andra Inger Marie Andersen, Odd Borg och Wenche Foss.

## Handling
Randi Svendsen är nöjd med sitt liv som hemmafru. Hennes vän Edna är av motsatt uppfattning.

## Rollista
- Inger Marie Andersen – Randi Svendsen
- Odd Borg – Gunnar Svendsen
- Wenche Foss – Edna Grindheim
- John Aamdahl
- Turid Balke – husmor
- Arne Bang-Hansen
- Unni Bernhoft – fru Sørensen
- Aagot Børseth – husmor på möte
- Lalla Carlsen – fru Svenkerud
- Per Christensen
- Kari Diesen – fru Hansen
- Lillemor von Hanno – förman i Rabbestua husmorlag
- Sverre Hansen – bibliotekarien
- Per Theodor Haugen – herr Sørensen
- Willie Hoel – herr Hansen
- Sverre Holm – Ole Berg, vaktmästare
- Erlend Holst-Jensen
- Astri Jacobsen – husmor
- Øivind Johnssen – herr Helgesen
- Gerd Jørgensen
- Helena Krag – sekreteraren i Radikale husmødres förening
- Mette Lange-Nielsen – husmor
- Ole Langerud
- Per Lillo-Stenberg
- Randi Nordby
- Maja Lise Rønneberg – husmor på möte
- Liv Wilse – Bitten Helgesen
- Ingrid Øvre – husmor på möte

## Om filmen
Støv på hjernen producerades av Contact Film AS med Odd Rohde som inspelningsledare. Den regisserades av Øyvind Vennerød och var hans debut som regissör. Han skrev även manus tillsammans med Jørn Ording, baserat på Eva Ramms roman Med støv på hjernen. Filmen spelades in i Lambertseter i Oslo med Ragnar Sørensen som fotograf. Den klipptes sedan samman av Vennerød. Musiken komponerades av Maj Sønstevold.
Filmen hade premiär den 16 augusti 1959 i Norge. Enligt Store norske leksikon är filmen en norsk klassiker. År 1961 gjorde Vennerød en dansk version av samma film, se Støv på hjernen (1961).